# Mündi
Mündi – wieś w Estonii, w prowincji Järva, w gminie Paide.